# Albert Alberts
Pour les articles homonymes, voir Alberts.
 (janvier 2016).
Si vous disposez d'ouvrages ou d'articles de référence ou si vous connaissez des sites web de qualité traitant du thème abordé ici, merci de compléter l'article en donnant les références utiles à sa vérifiabilité et en les liant à la section « Notes et références ».
Albert Alberts, écrivant sous le nom A. Alberts, est un écrivain, traducteur et journaliste néerlandais né le 3 août 1911 à Haarlem et mort le 16 décembre 1995  à Amsterdam.
Il a remporté de nombreux prix tout au long de sa carrière dont le Prix Constantijn Huygens en 1975.  

## Biographie
A. Alberts est né le 23 août 1911 à Haarlem aux Pays-Bas, et a étudié à Utrecht.
En 1939, il soutient un doctorat en littérature et philosophie avec une thèse sur le conflit de 1847 à 1851 entre Jean Chrétien Baud et Johan Rudolf Thorbecke, deux politiciens néerlandais. 
Il part ensuite pour les Indes néerlandaises en tant que fonctionnaire. Après la Bataille de Java en 1942 et son internement dans un camp de concentration japonais d’avril 1942 à septembre 1945, il rentre aux Pays-Bas. Il y travaille d’abord en tant que fonctionnaire et devient rédacteur en chef au Groene Amsterdammer à partir de 1952. 
En 1953, il publie son premier livre, Îles, un recueil de courtes nouvelles sur la vie quotidienne dans les colonies. Il reçoit la même année, pour ce livre, le Prix de la prose du Conseil d’Amsterdam.
Il meurt le 16 décembre 1995 à Amsterdam.

## Prix
- 1953 : Prix de la prose du Conseil d’Amsterdam
- 1973 : Prix Marianne Philips
- 1975 : Prix Constantijn Huygens
- 1994 : Médaille d’honneur de l’Université d’Utrecht
- 1995 : Prix P.C. Hooft

## Publications
- Îles, traduit du néerlandais par Kim Andringa, 2015  (ISBN 978-2-37119-011-5)